# Larry Bucshon
Larry Dean Bucshon (ur. 31 maja 1962) – amerykański polityk, członek Partii Republikańskiej i kongresman ze stanu Indiana (od roku 2011).